# Ilhéu Maria Vaz

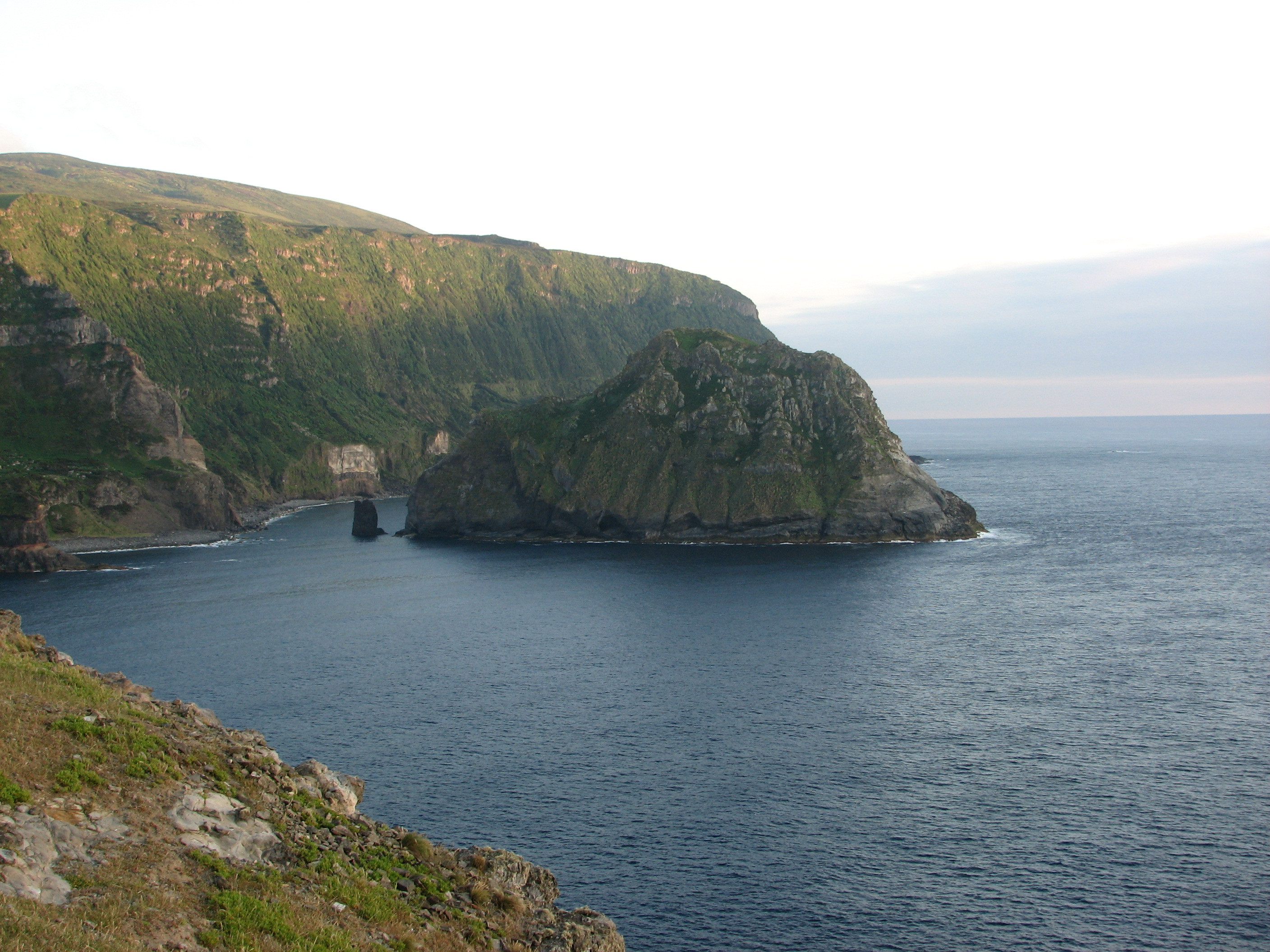
O Ilhéu Maria Vaz, costa noroeste das Flores, visto da Ponta do Albernaz.

O ilhéu Maria Vaz, também conhecido por ilhéu da Gadelha, é um ilhota costeira localizado no oceano Atlântico junto à costa marítima da freguesia de Ponta Delgada na ilha das Flores, no concelho de Santa Cruz das Flores, com 151 metros de altura máxima, nas coordenadas geográficas de latitude 39º 30.428' N e a longitude 31º 14.754' W. O ilhéu é composto escoadas lávicas basálticas.

## Formação Geológica e descrição
A formação geológica do Ilhéu da Gadelha (Santa Cruz das Flores) apresenta-se com um fundo formando por escoadas lávicas de origem vulcânica que apresentam uma morfologia regular e parcialmente recobertas por blocos de basalto e depósitos de areia. Na parte do ilhéu voltada à costa da ilha das Flores a rocha basal encontra-se com algumas fracturas cujos planos de orientação são verticais ou quase verticais, resultado da disjunção prismática do basalto.
Surgem ainda a cobrir os fundos grandes blocos de basalto, grutas de pequena dimensão e grande quantidade de calhaus rolados dispersos pelo fundo quase sempre coberto de areia. A cota de profundidade é bastante variável, rondando no entanto os 27 metros de profundidade.
O acesso a este local geralmente é feito por mar, podendo no entanto ser feito por terra desde que se esteja disposto a percorrer a nado a distância que separa o ilhéu de terra. Além de que o percurso pedestre é bastante difícil.
Esta formação geológica é utilizada para a realização de mergulho de escafandro diurno.

## A fauna e a flora dominante
A fauna e a flora dominante desta formação geológica são a Chelon labrosus e a Coralina oficinalis, sendo no entanto possível observar-se uma grande variedade de fauna e flora marinha em que convivem mais de 100 espécies diferente, sendo 15,4 o valor do índice de Margalef no local.
Foi proposto nos trabalhos de Martins & Santos (1991) e Santos (1992), medidas de protecção da biodiversidade neste ilhéu.

## Faunaefloraobservável
- Arreião (Myliobatis aquila),
- Água-viva (Pelagia noctiluca),
- Alga vermelha (Asparagopsis armata),
- Anêmona-do-mar (Alicia mirabilis),
- Alface do mar (Ulva rigida)
- Ascídia-flor (Distaplia corolla),
- Asparagopsis armata
- Aglophenia tubulifera,
- Apogon imberbis
- Barracuda (Sphyraena),
- Boga (Boops boops),
- Bodião (labrídeos),
- Caravela-portuguesa (Physalia physalis),
- Chicharro (Trachurus picturatus).
- Coris julis
- castanheta-castanha
- Estrela-do-mar (Ophidiaster ophidianus),
- Falkenbergia rufuosa
- Lírio (Campogramma glaycos),
- Lithophylum incrustans
- Mero (Epinephelus itajara),
- Ouriço-do-mar-negro (Arbacia lixula),
- Peixe-cão (Bodianus scrofa),
- Peixe-porco (Balistes carolinensis),
- Peixe-balão (Sphoeroides marmoratus),
- Peixe-rei (Coris julis),
- Polvo (Octopus vulgaris),
- Pomatomus saltator
- poliquetas,
- Ratão (Taeniura grabata),
- Salmonete (Mullus surmuletus),
- Stenopus spinosus,
- Trachurus picturatus,
- Zonaria flava.